# Заручье (сельское поселение Некрасово)
Заручье — деревня в Рамешковском районе Тверской области.

## География
Находится в восточной части Тверской области на расстоянии менее 3 км на северо-восток от районного центра поселка Рамешки.

## История
Основана в конце XIX века карелами из деревни Шуя. В 1917 году на хуторе Заручье было 17 хозяйств, в 1931 — 12 хозяйств. В советское время работали колхозы «Заручье», им. Хрущева и «Прогресс». В 2001 году в деревне 16 домов постоянных жителей и 6 домов — собственность наследников и дачников. До 2021 входила в сельское поселение Некрасово Рамешковского района до их упразднения.

## Население
Численность населения: 27 человек (1917 год, все карелы), 56 (1936), 41 (1989, в том числе русские 65 %, карелы 35 %), 33 (русские 70 %, карелы 24 %) в 2002 году, 38 в 2010.